# Liga de Serbia de waterpolo masculino
La Liga de Serbia de waterpolo masculino es la competición más importante de waterpolo masculino entre clubes de Serbia.
Aparece tras la desaparición de la Liga de Serbia y Montenegro de waterpolo masculino.

## Historial
Este es el historial de la liga de los 3 primeros clasificados:
| Año  | Primero                   | Segundo                   | Tercero                   |
| ---- | ------------------------- | ------------------------- | ------------------------- |
| 2022 | VK Novi Beograd           | Estrella Roja de Belgrado | VK Radnički Kragujevac    |
| 2023 | VK Novi Beograd           | VK Radnički Kragujevac    | VK Partizan               |
| 2021 | VK Radnički Kragujevac    | VK Novi Beograd           | Estrella Roja de Belgrado |
| 2019 | VK Šabac                  | Estrella Roja de Belgrado | VK Radnički Kragujevac    |
| 2018 | VK Partizan               | Estrella Roja de Belgrado | VK Šabac                  |
| 2017 | VK Partizan               | VK Vojvodina Novi Sad     | Estrella Roja de Belgrado |
| 2016 | VK Partizan               | Estrella Roja de Belgrado | VK Radnički Kragujevac    |
| 2015 | VK Partizan               | VK Radnički Kragujevac    | Estrella Roja de Belgrado |
| 2014 | Estrella Roja de Belgrado | VK Radnički Kragujevac    | VK Partizan               |
| 2013 | Estrella Roja de Belgrado | VK Radnički Kragujevac    | VK Partizan               |
| 2012 | VK Partizan               | Estrella Roja de Belgrado | VK Vojvodina Novi Sad     |
| 2011 | VK Partizan               | VK Vojvodina Novi Sad     | Estrella Roja de Belgrado |
| 2010 | VK Partizan               | VK Vojvodina Novi Sad     | VK Beograd                |
| 2009 | VK Partizan               | VK Vojvodina Novi Sad     | VK Nis                    |
| 2008 | VK Partizan               | Estrella Roja de Belgrado | VK Vojvodina Novi Sad     |
| 2007 | VK Partizan               | Estrella Roja de Belgrado | VK Vojvodina Novi Sad     |